# سترنجر دافيز
سترنجر دافيز (بالإنجليزية: Stringer Davis)‏ هو ممثل بريطاني (وحمل سابقاً جنسية المملكة المتحدة لبريطانيا العظمى وأيرلندا)، ولد في 4 يونيو 1899 في المملكة المتحدة، وتوفي بنفس المكان في 29 أغسطس 1973.

## أعمال

### أفلام
- (1961) لقد قالت الجريمة
- (1963) قتل بعدو الفرس
- (1963) كبار الزوار
- (1964) القتل أهوي!
- (1964) القتل شنيع

## وصلات خارجية
- سترنجر دافيز على موقع IMDb (الإنجليزية)
- سترنجر دافيز على موقع ألو سيني (الفرنسية)
- سترنجر دافيز على موقع أول موفي (الإنجليزية)
- سترنجر دافيز على موقع قاعدة بيانات الأفلام السويدية (السويدية)
- سترنجر دافيز على موقع قاعدة بيانات الفيلم (الإنجليزية)
- سترنجر دافيز على موقع كينوبويسك (الروسية)